# Il faut qu'on parle
Il faut qu’on parle est une phrase stéréotypée cherchant la plupart du temps à introduire un dialogue voire un débat entre deux personnes. D’après Linda Kaye, docteure en psychologie, la réaction générale face à une telle déclaration serait « d’anticiper quelque chose de négatif ». Il s’agirait alors d’un élément annonciateur d’un sujet sérieux qui ne peut plus attendre. Son ambiguïté serait par ailleurs empirée dans un contexte professionnel de télétravail,. Il est à noter que cette phrase est souvent prononcée dans un couple face aux difficultés et même au stress,, ; le partenaire est susceptible toutefois de l’accueillir par un sentiment de repli face aux potentiels reproches,.